# Rufus Wainwright
Pour les articles homonymes, voir Wainwright.
Ne doit pas être confondu avec Rufus ou Graeme Allwright.
Rufus Wainwright, né le 22 juillet 1973 à Rhinebeck (New York), est un auteur-compositeur-interprète américano-canadien
Il chante principalement en anglais et parfois en français, ayant habité presque toute son enfance à Montréal, où il a toujours une résidence.

## Biographie

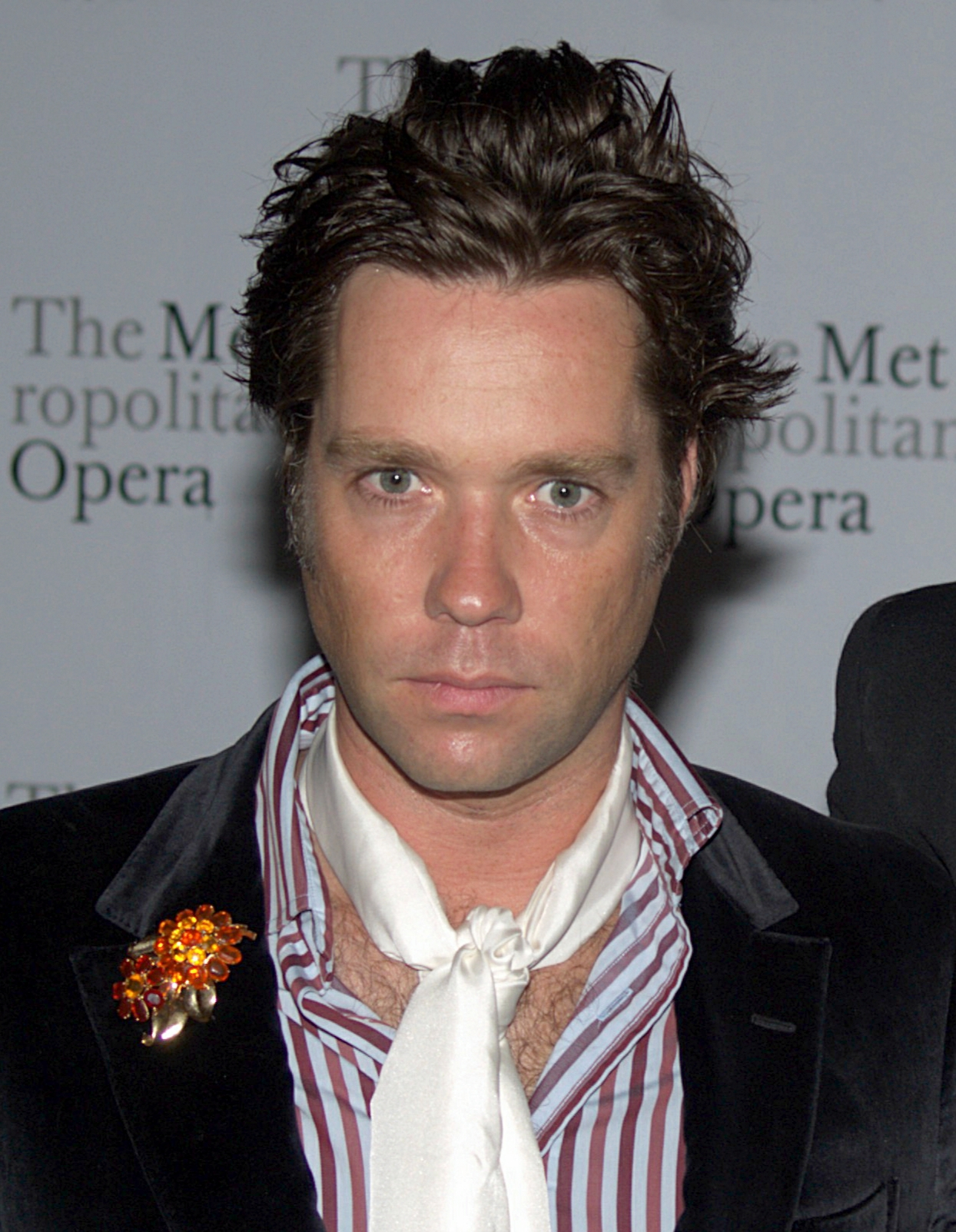
Rufus Wainwright en 2010.

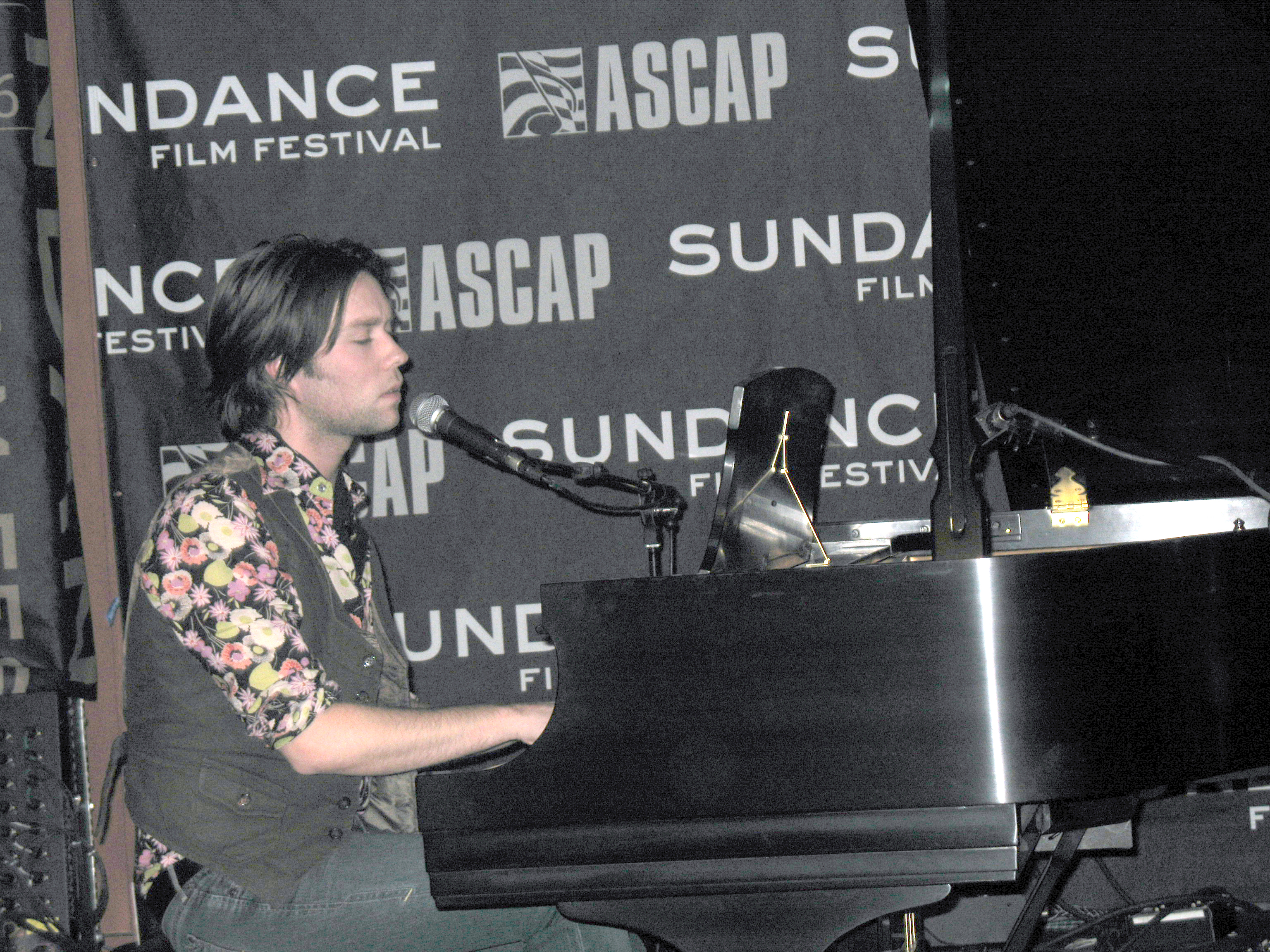
Rufus Wainwright en 2006.

Les parents de Rufus Wainwright sont les chanteurs de musique folk Loudon Wainwright III et Kate McGarrigle. Sa sœur Martha Wainwright est également chanteuse et musicienne. Il commence à jouer du piano à l'âge de six ans et fait des tournées avec sa famille dès l'âge de treize ans. Déjà à cet âge, il compose la chanson du film canadien les Aventuriers du timbre perdu, intitulée I’m a-runnin’. Il joue d'ailleurs dans ce film son propre rôle.
À l'été 2009, à Manchester, se joue pour cinq soirs le premier opéra écrit et composé par Rufus Wainwright, Prima Donna qui raconte l'histoire tragique d'une soprano vieillissante qui s'apprête à faire son retour. Le spectacle commissionné par le Metropolitan Opera devait commencer une tournée au Canada à l'été 2010. Cette dernière sera finalement déplacée au Royaume-Uni après que Rufus Wainwright a refusé de traduire le livret en anglais. Un spectacle visuel et musical adapté de cet opéra, Prima Donna: A Symphonic Visual Concert, est joué en 2015.
La même année, il reprend le classique de Serge Gainsbourg, Je suis venu te dire que je m'en vais, pour le premier album  de Lulu Gainsbourg.
Son deuxième opéra, dédié aux amours d'Antinoüs et d'Hadrien, est créé le 13 octobre 2018 au Centre Four Seasons pour les arts de la scène à Toronto par la Canadian Opera Company.

### Vie privée
Rufus Wainwright revendique très tôt son homosexualité,. Il a eu une fille en 2011, en coparentalité, avec Lorca Cohen, la fille de Leonard Cohen. Le compagnon de Rufus Wainwright, Jörn Weisbrodt (en) (ils se sont mariés en août 2012), est le « père-adjoint » (Deputy dad).
Rufus Wainwright est un descendant direct de Pieter Stuyvesant.

## Discographie
- 1998 : Rufus Wainwright (DreamWorks)
- 2001 : Poses (DreamWorks)
- 2003 : Want One (DreamWorks)
- 2004 : Waiting for a Want (DreamWorks)
- 2004 : Want Two (DreamWorks/Geffen)
- 2005 : Want, regroupant Want One et Want Two, avec deux pistes supplémentaires (DreamWorks/Geffen)
- 2005 : Alright Already (DreamWorks/Geffen)
- 2007 : Release the Stars (Geffen)
- 2007 : Rufus Does Judy at Carnegie Hall (double CD, disponible également en DVD)
- 2009 : Milwaukee at Last!!! (disponible également en DVD)
- 2010 : All Days Are Nights: Songs for Lulu
- 2012 : Out of the Game
- 2014 : Vibrate: The Best of Rufus Wainwright (Compilation)
- 2016 : Take All My Loves: 9 Shakespeare Sonnets, avec Anna Prohaska, soprano (Deutsche Grammophon) (OCLC 956707612)
- 2020 : Unfollow the Rules (BMG)
- 2021 : Unfollow the Rules: The Paramour Session (BMG)
- 2022 : Rufus Does Judy at Capitol Studios (Performance Live en hommage à la légendaire Judy Garland pour le 100e anniversaire de sa naissance, enregistrée en 2021 au Carnegie Hall) (BMG)
- 2023 : Folkocracy (BMG)

## Opéras
- 2009 : Prima donna, créé le 20 juillet 2009 au Palace Theatre de Manchester, durant le Manchester International Festival.
- 2018 : Hadrian, créé le 13 octobre 2018 au Centre Four Seasons pour les arts de la scène à Toronto par la Canadian Opera Company.
- 2025 : Dream Requiem, créé le 14 juin 2024 à l'Auditorium de Radio France (Paris).

## Filmographie
- 1988 : Les Aventuriers du timbre perdu (Tommy Tricker and the Stamp Traveller) de Michael Rubbo : le chanteur, chanson I'm a Runnin
- 2001 : Shrek, chanson Hallelujah, une reprise de Leonard Cohen (durant le film on entend une autre version d'Hallelujah interprétée par John Cale ; celle de Rufus Wainwright n'apparaît que dans le CD de la bande originale du film)
- 2001 : Moulin Rouge de Baz Luhrmann, chanson La Complainte de la Butte
- 2004 : Aviator de Martin Scorsese : I'll Build a Stairway to Paradise
- 2004 : Heights de Chris Terrio : Jeremy
- 2004 : History Boys de Nicholas Hytner, chanson Bewitched
- 2004 : Bridget Jones : L'Âge de raison de Beeban Kidron, chanson I Eat Dinner (When the Hunger's Gone) avec Dido
- 2005 : Le Secret de Brokeback Mountain d'Ang Lee, chanson The Maker Makes qui clôt le générique de fin.
- 2006 : Hell : chanson This Love Affair
- 2006 : Leonard Cohen: I'm Your Man de Lian Lunson
- 2007 : L'Âge des ténèbres de Denys Arcand : le prince charmant chantant
- 2013 : Tom à la ferme de Xavier Dolan, chanson Going to a Town pour le générique de fin
- 2015 : Holding the Man de Neil Armfield : Forever and a Year
- 2015 : Prima Donna de Francesco Vezzoli : le pianiste
- 2021 : Aline de Valérie Lemercier, chanson Going to a Town pour la scène d'errance à Las Vegas.

## Distinctions
- 1989 : Prix Génie de la meilleure chanson originale pour I'm a Runnin ;
- 1999 : Prix Juno du meilleur album alternatif pour Rufus Wainwright ;
- 1999 : Oustanding Music Album aux GLAAD Media Awards ;
- 1999 : Debut Album of the Year aux Gay/Lesbian American Music Awards (GLAMA) ;
- 2002 : Prix Juno du meilleur album alternatif pour Poses ;
- 2008 : Stephen F. Kolzak Award aux GLAAD Media Awards.